# Пироксилин
Пироксилин (др.-греч. πῦρ «огонь» и ξύλον «срубленный лес»; тринитроцеллюлоза, тринитрат целлюлозы) — нитроцеллюлоза с третьей степенью замещения, продукт полной этерификации целлюлозы азотной кислотой.

## История
Пироксилин (тринитрат клетчатки) был получен А. Браконно в 1832 году, однако изучениями свойств его тогда не занимались и по существу прошли мимо этого взрывчатого вещества. В 1846—1848 годах академик Г. И. Гесс и полковник А. А. Фадеев исследовали свойства пироксилина и показали, что по мощности пироксилин в несколько раз превосходит дымный порох.
Официально об этом веществе сообщил общественности немецкий химик Кристиан Фридрих Шенбейн в марте 1846 года на заседании Базельского общества; именно он назвал вещество пироксилином.
Исследованиями пироксилина с 1862 года занимался английский химик Фредерик Август Абель, которому в 1868 году удалось получить  пироксилин.
Одна из разновидностей - пироколлодийный порох, открыта русским химиком Д. И. Менделеевым в 1890 году, которым был также предложен безопасный способ его производства. Это привело к широкому применению пироксилина в России.

## Получение
Ниже приведена реакция получения тринитроцеллюлозы из целлюлозы в лабораторных условиях:
Промышленный метод получения заключается в действии на очищенную, разрыхлённую и высушенную целлюлозу смесью серной и азотной кислот, называемой нитрующей смесью (при реакции в течение 3 минут образуется нитрат целлюлозы, 7 минут — динитрат, 15 минут — тринитрат):

## Применение
Взрывчатое вещество, применяемое для производства бездымного пороха.
Коллодий — 4 % раствор тринитроцеллюлозы в смеси этанола и диэтилового эфира в соотношении 1:7, применяется в медицине и химической промышленности.